# Ligariella gracilis
Ligariella gracilis. är en bönsyrseart som beskrevs av Heinrich Hugo Karny 1908. Ligariella gracilis. ingår i släktet Ligariella och familjen Mantidae. Inga underarter finns listade i Catalogue of Life.